# Saitama Stadium 2002
Il Saitama Stadium 2002  (埼玉スタジアム2002) è uno stadio di calcio giapponese che si trova nella città di Saitama, a nord della conurbazione di Tōkyō.

## Storia
Venne inaugurato nell'ottobre 2001 e il 7 novembre dello stesso anno si disputò una partita amichevole tra le nazionali di Giappone e Italia, terminata 1-1.
Durante il campionato del mondo 2002 ha ospitato le seguenti sfide, come stadio di rappresentanza della città di Tokyo (pur non facendone parte):
- Inghilterra -  Svezia 1-1 (gruppo F) il 2 giugno
- Giappone -  Belgio 2-2 (gruppo H) il 4 giugno
- Camerun -  Arabia Saudita 1-0 (gruppo E) il 6 giugno
- Brasile -  Turchia 1-0 (Semifinale) il 26 giugno

Insieme all'Urawa Komaba Stadium ospita le gare casalinghe dell'Urawa Red Diamonds.
Lo stadio è inoltre presente nei videogiochi This Is Football 2003 e vari capitoli di Pro Evolution Soccer e Captain Tsubasa: Rise of the New Champions.

## Accesso
- Ferrovia Rapida di Saitama, Stazione di Urawa-Misono (15 minuti a piedi)